# Монтира (Тарн)
Монтира́ (фр. и окс. Montirat) — коммуна во Франции, находится в регионе Юг — Пиренеи. Департамент — Тарн. Входит в состав кантона Кармо-2 Валле-дю-Серу. Округ коммуны — Альби.
Код INSEE коммуны — 81180.

## География
Коммуна расположена приблизительно в 530 км к югу от Парижа, в 85 км северо-восточнее Тулузы, в 26 км к северу от Альби.
На севере коммуны протекает река Вьор.

## Климат
Климат умеренно-океанический. Зима мягкая и дождливая, лето жаркое с частыми грозами. Ветры довольно редки.

## Население
Население коммуны на 2010 год составляло 262 человека.
| 1962 | 1968 | 1975 | 1982 | 1990 | 1999 | 2010 |
| ---- | ---- | ---- | ---- | ---- | ---- | ---- |
| 649  | 555  | 462  | 386  | 336  | 319  | 262  |

## Администрация
| Период | Период | Фамилия      | Партия | Примечания |
| ------ | ------ | ------------ | ------ | ---------- |
| 1971   | 1998   | Луи Блан     |        |            |
| 1998   | 2020   | Франсис Боск |        |            |

## Экономика
В 2007 году среди 146 человек в трудоспособном возрасте (15—64 лет) 106 были экономически активными, 40 — неактивными (показатель активности — 72,6 %, в 1999 году было 58,5 %). Из 106 активных работали 98 человек (55 мужчин и 43 женщины), безработных было 8 (4 мужчины и 4 женщины). Среди 40 неактивных 7 человек были учениками или студентами, 27 — пенсионерами, 6 были неактивными по другим причинам.

## Достопримечательности
- Церковь Святого Иакова. Исторический памятник с 1992 года[4].
- Церковь Святого Томаса (XV век). Исторический памятник с 2008 года[5].

## Фотогалерея

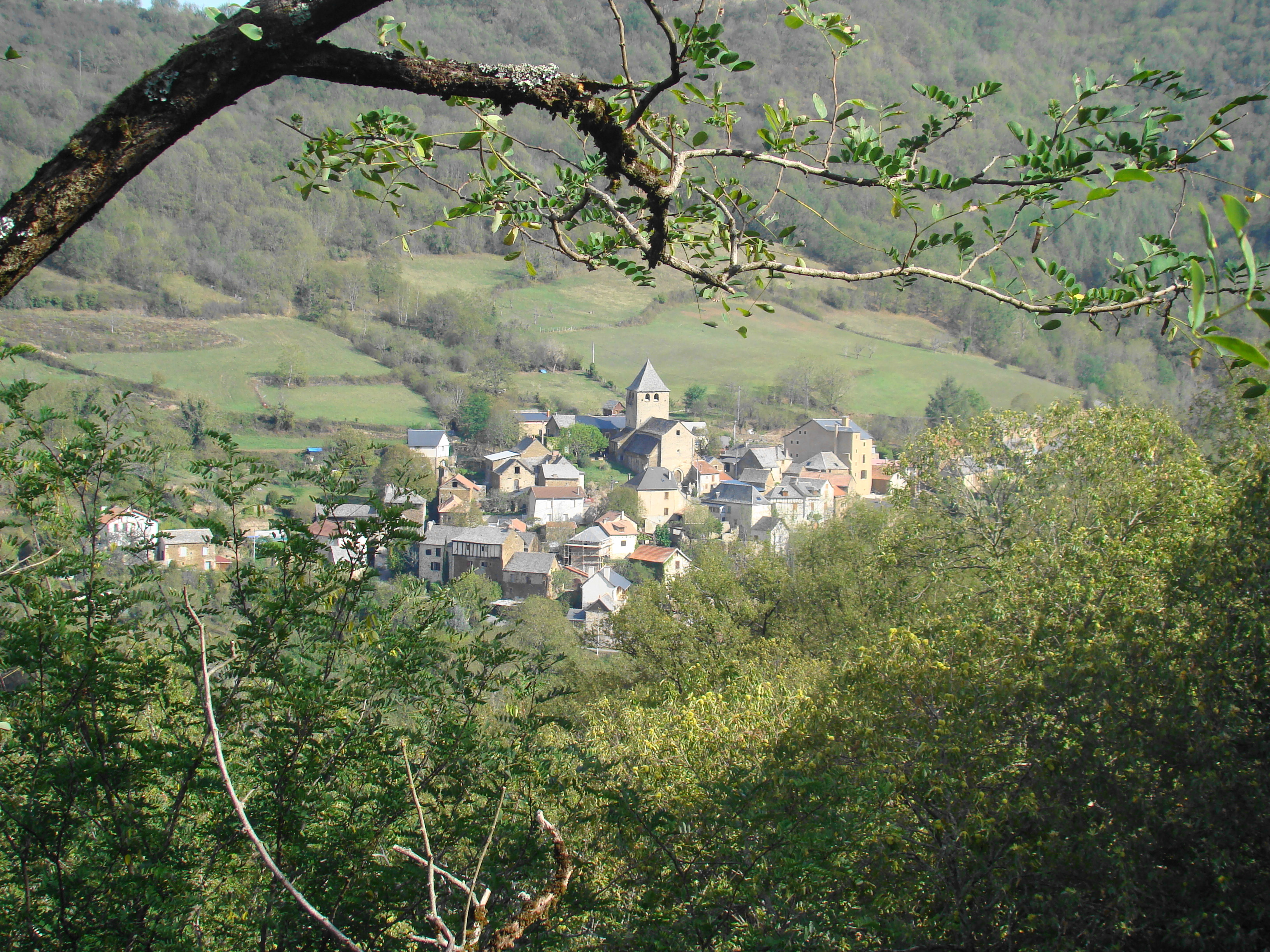
Монтира
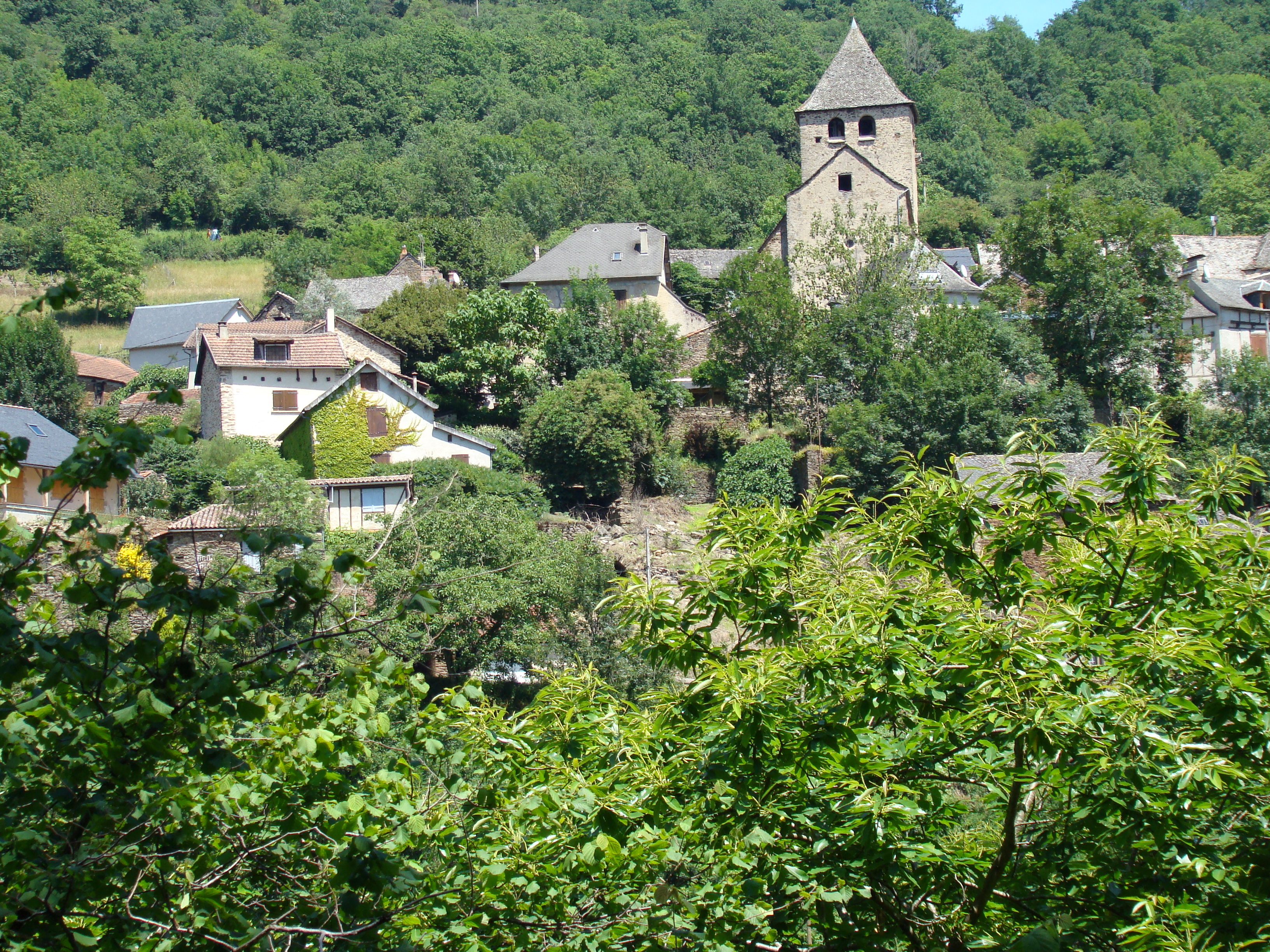
Монтира
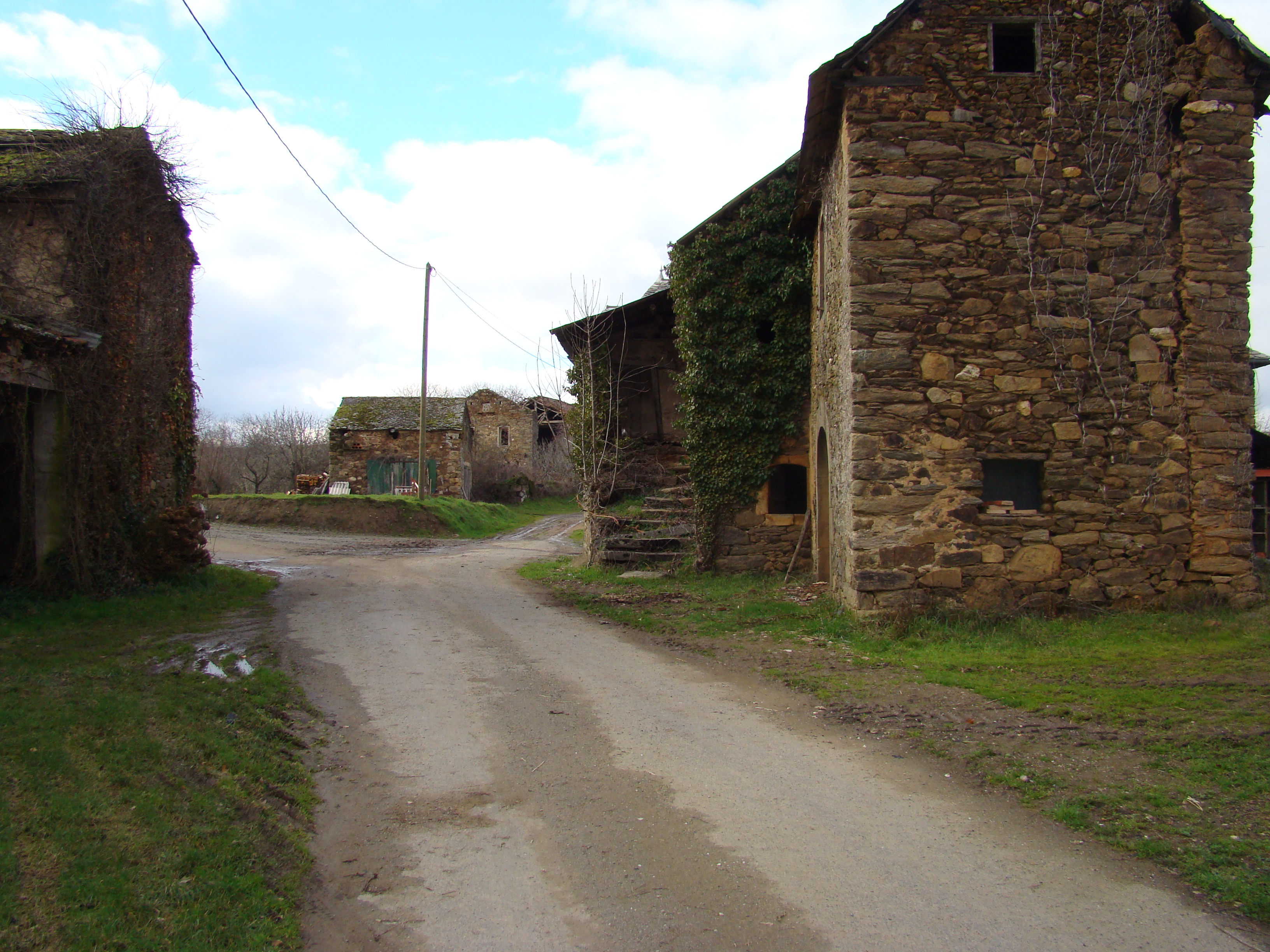
Деревня Пегарье
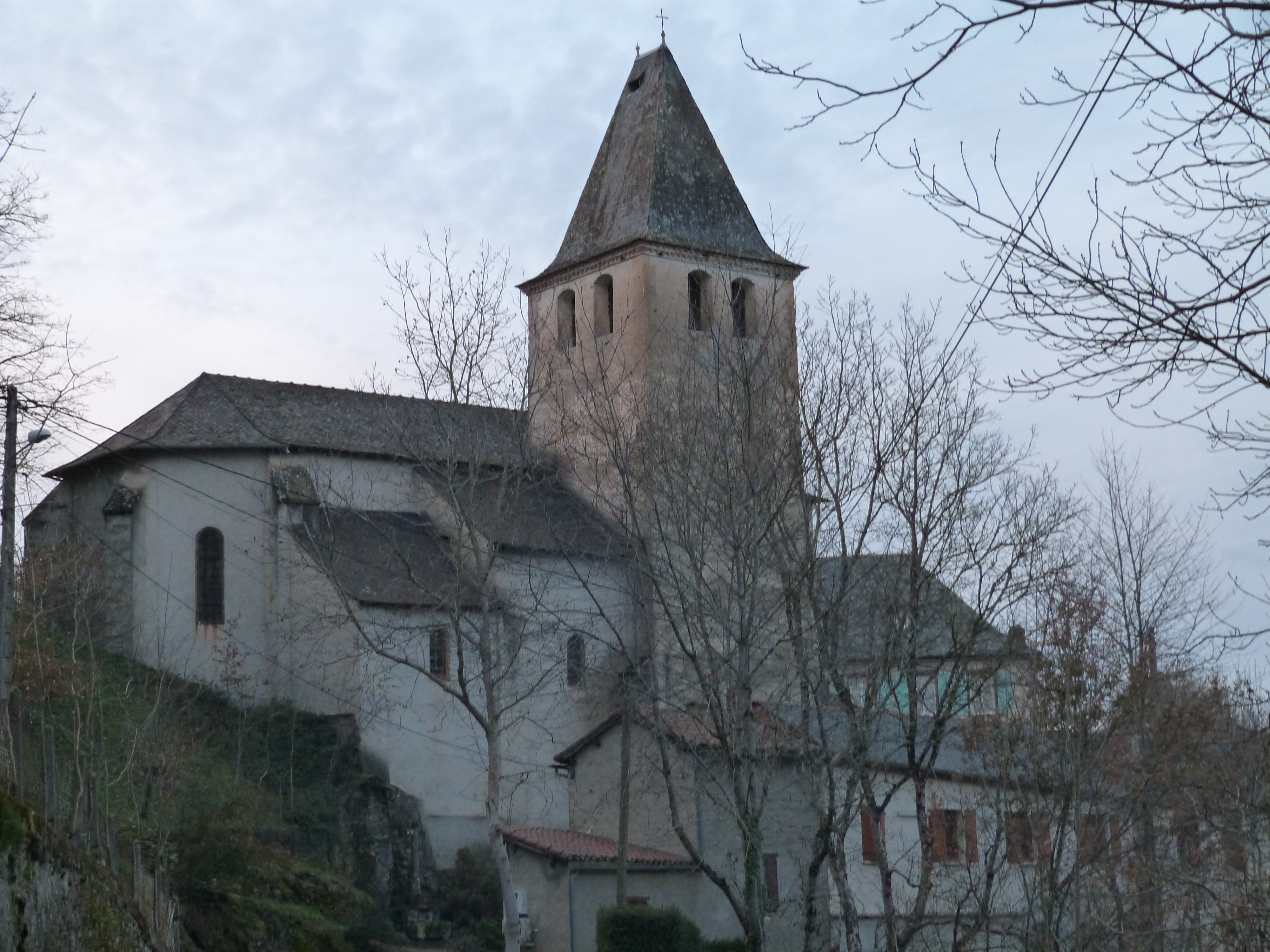
Церковь Св. Иакова
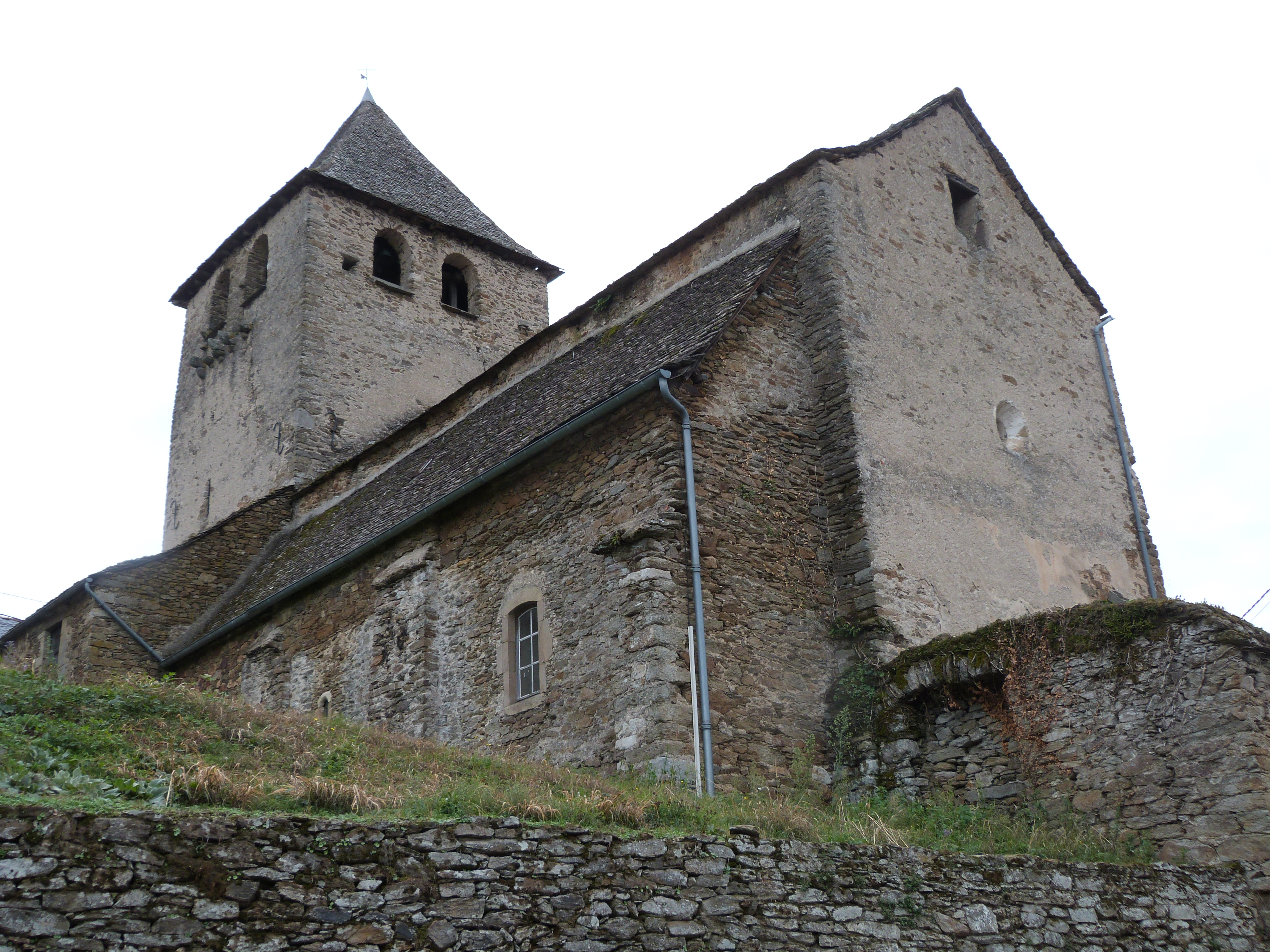
Церковь Св. Томаса
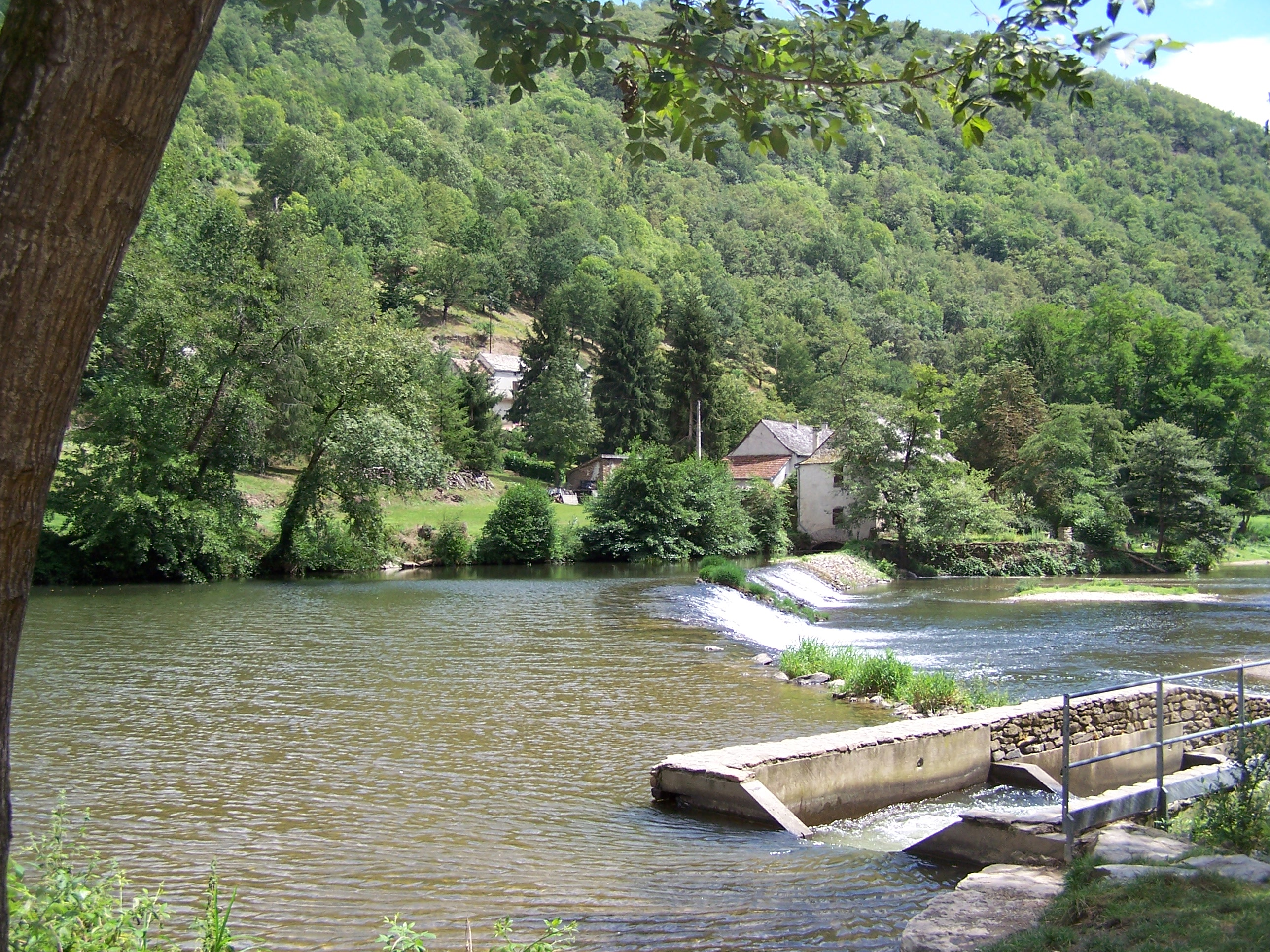
Река Вьор